# Igino Giordani
Igino Giordani (Tivoli, 24 septembre 1894 - 18 avril 1980, Rocca di Papa), est un écrivain, journaliste et politique italien, directeur de la Bibliothèque apostolique vaticane et cofondateur du Mouvement des Focolari, avec Chiara Lubich. L'Église catholique a engagé la cause pour sa béatification, qu'elle considère désormais comme serviteur de Dieu.

## Biographie
Igino Giordani est né le 24 septembre 1894 dans une famille modeste et religieuse de Tivoli. Après avoir fréquenté le séminaire diocésain, il obtient le certificat d'étude à la veille de la Première Guerre mondiale. Il participa au conflit comme sous-lieutenant dans le 111ème Régiment d'infanterie et en 1916 il est sérieusement blessé. Il sera hospitalisé jusqu'à la fin de la guerre. Inscrit à la Faculté de Lettres et de Philosophie de l'Université de Rome « La Sapienza », c'est après avoir reçu sa licence qu'il devient professeur et dans le même temps, écrit ses premières articles journalistiques.
Le 2 février 1920, il épouse Mya Salvati et déménage à Rome. Il aura quatre enfants : Mario, Sergio, Brando et Bonizza.
Après avoir suivi une formation aux États-Unis, en 1928 il est nommé à la tête de la Bibliothèque apostolique vaticane. Il s'engagera activement contre le fascisme et apportera son soutien à Alcide De Gasperi, défendant sa cause même auprès de Benito Mussolini.
Igino Giordani s'investit dans la vie politique italienne, au sein du Parti Démocratie chrétienne, dans lequel il servira de député de l'Assemblée constituante du 2 juin 1946 au 1er août 1947. En novembre de cette même année il sera élu au conseil municipal de la ville de Rome.
C'est le 17 septembre 1948 qu'il rencontre Chiara Lubich, avec qui il partage l'idée d'une nouvelle évangélisation et de l'idée de la fraternité universelle, qui a son origine dans sa foi chrétienne. Igino Giordani sera le premier laïc marié à se consacrer au sein du Mouvement des Focolari, fondé en 1943 par Chiara Lubich. Il participera au développement de l'œuvre au point d'en être considéré comme un des cofondateurs. Il s'illustra en particulier dans son souci des jeunes générations du mouvement et des personnes mariées.
Dans les années 1950, après son retrait de la vie politique, il s'investit particulièrement dans la presse écrite, étant notamment collaborateur de l'Osservatore romano et de nombreux autres journaux. De plus, à travers ses livres, il anticipa le concile Vatican II dans sa vision de la spiritualité de la famille et du rôle des laïcs dans l'Église catholique.
Chiara Lubich, présidente du Mouvement des Focolari, qui a "vu en Igino Giordani toute son humanité" comme elle le dira elle-même, lui confia de nombreuses responsabilités au sein de l'œuvre :
- en 1959 il est nommé directeur de la revue Città Nuova
- en 1961, il est directeur du Centro Uno, organisme du mouvement pour l'œcuménisme
- en 1965, il est président de l'institut international Mystici corporis

Après la mort de sa femme, il vivra les sept dernières années de sa vie dans un foyer du mouvement, parmi les membres consacrés. Il meurt le 18 avril 1980 à Rocca di Papa.

## Béatification
Le 10 juin 2004 est introduite la cause en béatification et canonisation et l'enquête diocésaine est prise en charge par le diocèse de Frascati. Celle-ci a été clôturée le 27 septembre 2009 et envoyée à Rome, afin d'y être étudiée par la Congrégation pour les causes des saints, dans le but de faire reconnaître ses vertus héroïques.
Igino Giordani est désormais considéré comme serviteur de Dieu.